# North Ryde (métro de Sydney)
North Ryde est une station du métro de Sydney en Australie, située dans le quartier de North Ryde à Ryde en Nouvelle-Galles du Sud, mise en service le 26 mai 2019.

## Situation sur le réseau
Établie, elle est située entre Macquarie Park au nord-ouest et Chatswood à l'est. Elle comprend un quai central entre les deux voies de circulation.

## Histoire
La station est mise en service le 23 février 2009 sur la ligne des trains de banlieue reliant la gare d'Epping à celle de Chatswood. Elle est fermée le 29 septembre 2018 puis, après huit mois de travaux elle est rouverte le 26 mai 2019 lors de la mise en service de la première ligne du métro de l'agglomération.